# Bloody Roar 2
Bloody Roar 2 es la segunda parte de la saga de videojuegos de lucha Bloody Roar, que fue lanzada en versión arcade y consola. Las versiones de consola incluye los modos Arcade, History, Custom y Watch en donde podremos ver pelear al CPU vs CPU. Hudson se ha encargado de reducir el nivel de sangre y de gritos en la versión original (japonesa) de Bloody Roar 2, pero aumentó el nivel de los gráficos. Presenta los mismos personajes de la entrega pasada: Yugo Ogami, Marvel (Shina), Long, Alice, Jenny, Busuzima, Gado, Bakuryu, Stun, Uriko y Shen Long, con los poderes especiales de siempre, basado en la habilidad de los personajes en transformarse en un híbrido entre humano y animal, para realizar ataques más violentos.

## Introducción a la historia
Zoántropos (criaturas poseedoras de una fuerza animal e intelecto humano); su existencia ha sido una leyenda desde la aparición de la historia humana. A medida que la tecnología avanza, los genetistas han dominado la habilidad de despertar los bestiales poderes que permanecen dormidos en el genoma humano. La gigantesca y multinacional Corporación Tylon secretamente planea obtener grandes ganancias explotando estas habilidades sobrehumanas. Oponiéndose a Tylon está un grupo de zoántropos renegados que luchan por la dignidad de su raza. Un fiero combate estremeció al mundo. Aunque lograron frustrar exitosamente los malvados planes de Tylon, los zoántropos inconscientemente atrajeron la atención del mundo sobre la existencia de sus sorprendentes habilidades. El temor y la envidia entre los humanos ordinarios llevó al prejuicio y la opresión contra los zoántropos. Ahora perseguidos, los zoántropos buscan la esperanza en una nueva organización: El Frente de Liberación de Zoántropos (Zoanthrope Liberation Front [ZLF]). Los seguidores de ZLF clamaban luchar por los derechos de los zoántropos, usando sus excepcionales técnicas de combate como zoántropos para aplastar las fuerzas del mundo humano. Sin embargo, el mundo aprendió muy tarde que ZLF realmente era una organización terrorista convencida de la superioridad de los zoántropos y que adjudicaba un orden mundial por parte de estos; la violencia indiscriminada clamó las vidas de mucha gente inocente. El ZLF incluso oprimía a quienes se suponían eran sus hermanos, castigando o secuestrando zoántropos que se rehusaran a colaborar. A medida que el distanciamiento entre humanos y zoántropos se estrechaba, el caos total y la destrucción parecía inevitable. Ahora, incluso más que antes, el mundo necesita nuevos líderes que traigan unión, confianza y creen una nueva era de paz.

## Versiones diferenciadas
Se estrenaron los arcades "Bloody Roar 2: Bringer of the New Age" tanto en Japón como en Estados Unidos, pero había algunas diferencias, como más nivel de violencia en la versión estadounidense. Aunque el efecto de sangre es más abundante y opaco que en la versión japonesa, parece no haberse editado por completo, ya que el efecto en parte luce como en la versión japonesa.
Después salieron a la luz sus ediciones en consola: 
Bloody Roar 2: Bringer of the New Age, versión NTSC-J (japonesa) de PlayStation, la original.
Bloody Roar II: The New Breed, versión NTSC-UC (estadounidense) de PlayStation, edición especial.
Estas versiones de consola traían más diferencias que las versiones arcade:
- El vídeo introductorio del juego es distinto a la versión japonesa.
- El logo es diferente. La versión "Bringer of the New Age" (tanto la Arcade JAP/USA, como la PlayStation NTSC-J) se exhibe un animal azul variable de fondo y las letras blancas de Bloody Roar 2. La versión "The New Breed" (PlayStation NTSC-UC) se exhibe un rasguño blanco de fondo y el texto "Bloody Roar II" escrito con tipografía de aspecto sangriento y número romano.
- El personaje "Marvel" fue renombrado a "Shina" en la versión PlayStation NTSC-UC.
- Las voces del juego son diferentes.
- El personaje Jenny The Bat, luce diferente en su "estado animal" en la versión PlayStation NTSC-UC: sus posaderas esta cubiertas con pelaje animal en vez de lucir descubiertas como en sus versiones arcade y versión PlayStation NTSC-J, posiblemente por censura ya que en la versión original daba aspecto como si luciera semi-desnuda.
- Se excluyó "Free Camera" en la versión estadounidense.
- En el modo Custom: fue añadido el modo práctica (Practice), el cual no se vio en la versión japonesa del juego. También se añadió la opción de Paso Lateral (Steep) para los luchadores, como ya contaba el Bloody Roar 1. Implementada la opción de Any Cancel Point (Cualquier Punto de Cancelación) en la cual se permite cancelar un movimiento o un ataque especial, mientras puedes hacer combos hasta el cansancio.
- La galería de fotos en la versión PlayStation NTSC-UC se tendría que desbloquear realizando los modos historias de los personajes del juego.

## Personajes
- Alan Gado (León) (Desbloqueable)
- Alice Nonomura (Conejo)
- Hajime Busuzima (Camaleón)
- Kenji "Bakuryu" Ogami (Topo)
- Jeanne "Shina" Gado (Leopardo)
- Jenny Burtory (Murciélago)
- Long  (Tigre)
- Shenlong (Tigre) (Desbloqueable)
- Steven "Stun" Goldberg (Insecto)
- Uriko Nonomura (Media Bestia)
- Yugo Ogami (Lobo)